# Foyers (Highland)

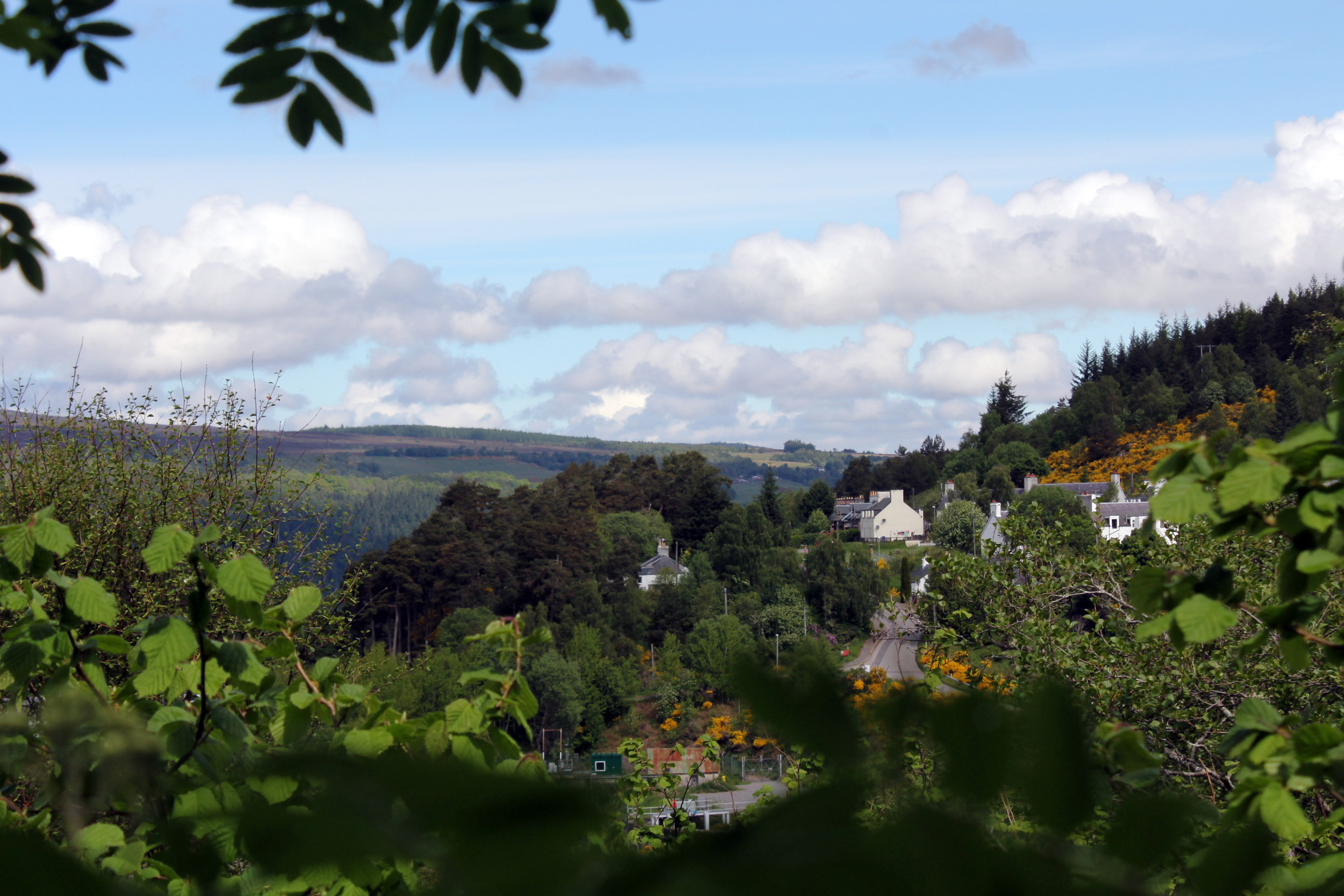
Blick auf Foyers

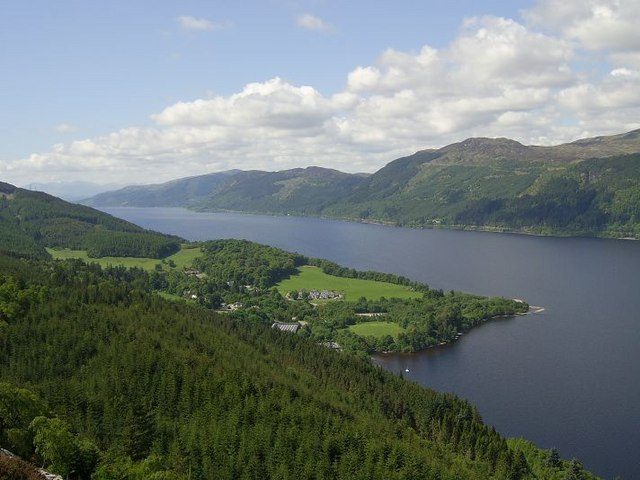
Blick über den Ort auf Loch Ness

Foyers ist eine Ortschaft, die südwestlich von Inverness in der Council Area Highland im Norden von Schottland liegt. Im Rahmen der historischen Gliederung Schottlands in Civil Parishes zählt Foyers zu Boleskine and Abertarff.
Foyers liegt im Great Glen am Ostufer des Loch Ness. In diesen mündet das gleichnamige Flüsschen über zwei hintereinander Wasserfälle. Sie sind von historischer Bedeutung, denn hier wurde, erstmals im Vereinigten Königreich, 1895 durch die British Aluminium in größerem Umfange Wasserkraft zur Gewinnung von elektrischem Strom genutzt. Das Unternehmen verwendete ihn zur Verhüttung von Aluminium. Das entsprechende Werk wurde 1967 geschlossen. Seine noch vorhandenen Baulichkeiten stehen unter Denkmalschutz.
Einen vergleichbaren Status haben die Gedenksäule für Jane Fraser eine untere und eine obere Brücke über das Flüsschen Foyers sowie ein am westlichen Ortsrand gelegener Bauernhof.
Erreichbar ist Foyers über die Straße B852 von Dores nach Whitebridge.